# Gubernatorzy Wiktorii

Sztandar gubernatora Wiktorii

Gubernator Wiktorii – formalnie najwyższe stanowisko we władzy wykonawczej australijskiego stanu Wiktoria. Urząd ten powstał formalnie w 1855, kiedy Wiktoria otrzymała autonomię w ramach imperium brytyjskiego. Wcześniej, w latach 1851–1855, choć Wiktoria była formalnie osobną kolonią, to jednak najwyższą władzę sprawował w niej urzędnik niższej rangi - tzw. gubernator porucznik - mianowany przez gubernatora Nowej Południowej Walii. 
Gubernator jest osobistym przedstawicielem królowej Australii na terenie stanu. Jest mianowany przez monarchę na wniosek premiera stanowego. Posiada niezwykle szerokie kompetencje, analogiczne do tych, które na szczeblu federalnym dzierży gubernator generalny Australii. Ma prawo m.in. powoływania i odwoływania premiera i ministrów oraz skracania kadencji parlamentu. W praktyce gubernator zawsze mianuje premierem lidera większości w izbie niższej stanowego parlamentu, a następnie korzysta ze swych uprawnień jedynie na jego wniosek. Zwyczajowe prawo konstytucyjne dopuszcza możliwość samodzielnego ich stosowania jedynie w sytuacjach wyjątkowych, np. podczas poważnego kryzysu politycznego. 
Siedzibą gubernatora jest gmach Government House w Melbourne. 

## Lista gubernatorów
| lp.                              | lata urzędowania | osoba                    |
| -------------------------------- | ---------------- | ------------------------ |
| Gubernatorzy porucznicy Wiktorii |                  |                          |
| (-)                              | 1851-1854        | Charles La Trobe         |
| (-)                              | 1854-1855        | Charles Hotham           |
| Gubernatorzy Wiktorii            |                  |                          |
| 1                                | 1855             | Charles Hotham           |
| 2                                | 1856-1863        | Henry Barkly             |
| 3                                | 1863-1866        | Charles Henry Darling    |
| 4                                | 1866-1873        | John Manners-Sutton      |
| 5                                | 1873-1879        | George Bowen             |
| 6                                | 1879-1884        | George Phipps            |
| 7                                | 1884-1889        | Henry Loch               |
| 8                                | 1889-1895        | John Hope                |
| 9                                | 1895-1900        | Thomas Brassey           |
| 10                               | 1901-1903        | George Clarke            |
| 11                               | 1904-1908        | Reginald Talbot          |
| 12                               | 1908-1911        | Thomas Gibson-Carmichael |
| 13                               | 1911-1914        | John Fuller              |
| 14                               | 1914-1920        | Arthur Stanley           |
| 15                               | 1921-1926        | George Rous              |
| 16                               | 1926-1931        | Arthur Somers-Cocks      |
| 17                               | 1934–1939        | William Vanneck          |
| 18                               | 1939-1949        | Winston Dugan            |
| 19                               | 1949-1963        | Dallas Brooks            |
| 20                               | 1963-1974        | Rohan Delacombe          |
| 21                               | 1974-1982        | Henry Winneke            |
| 22                               | 1982-1985        | Brian Murray             |
| 23                               | 1986-1992        | Davis McCaughey          |
| 24                               | 1992-1997        | Richard McGarvie         |
| 25                               | 1997-2000        | James Gobbo              |
| 26                               | 2001-2006        | John Landy               |
| 27                               | 2006-2011        | David de Kretser         |
| 28                               | 2011–2015        | Alex Chernov             |
| 29                               | 2015-2023        | Linda Dessau             |
| 30                               | od 2023          | Margaret Gardner         |